# Рооп, Христофор Христофорович
Христофор Христофорович Рооп (нем. Christoph Roop; 1 (13) мая 1831—1917, Петроград) — русский государственный и военный деятель, генерал от инфантерии (30.08.1885), последний частный владелец подмосковной усадьбы Пехра-Яковлевское.

## Биография
Евангелическо-реформатского вероисповедания. Из дворян Минской губернии. Образование получил в 1-м кадетском корпусе. В службу вступил 26 мая 1849 прапорщиком в лейб-гвардии Конно-Гренадерский полк. Участник кампании 1849 в Венгрии. Поручик (6 декабря 1849), штабс-капитан (6 декабря 1852).
В 1854 году окончил Николаевскую академию Генерального штаба по первому разряду, награждён малой серебряной медалью. Капитан (31 мая 1854). Ст. адъютант штаба гв. резервного кавалерийского корпуса (3 августа 1854 — 23 мая 1855). Дивизионный квартирмейстер гв. Кирасирской дивизии (23 мая 1855 — 1 января 1857). Полковник (1 января 1857). С 1 января 1857 — начальник штаба 2-й легкой гвардейской кавалерийской дивизии. С 12 октября 1857 состоял при штабе отдельного гвардейского корпуса. С 26 ноября 1862 — начальник штаба 1-й гвардейской пехотной дивизии. Обер-квартирмейстер Гв. рез. кав. корпуса (30 июня — 8 сентября 1862, вторично 26 ноября 1862 — 10 августа 1864). Генерал-майор (17 апреля 1863).
С 10 августа 1864 года — начальник штаба Харьковского военного округа. С 12 мая 1865 года состоял для особых поручений при командующем войсками Московского ВО. С 19 марта 1866 года — начальник штаба Московского ВО. Генерал-лейтенант (28 марта 1871 года). С 30 августа 1875 — начальник 1-й гренадерской дивизии.
В ходе русско-турецкой войны 1877—1878 гг. участвовал в Авлияр-Аладжинском сражении и в штурме Карса. С 16 апреля 1878 — командир 6-го армейского корпуса. С 21 октября 1883 года — командующий войсками Одесского военного округа, с 1885 года — ещё и Одесский генерал-губернатор. В 1889 году по инициативе Роопа в Одессе в Александровском парке была открыта арена для детских игр и гимнастических упражнений.
С 12 октября 1890 года — член Государственного Совета. В реформированном Государственном Совете (1906 год) назначался к присутствию, член группы правых, в 1914 году перешёл к внепартийным.

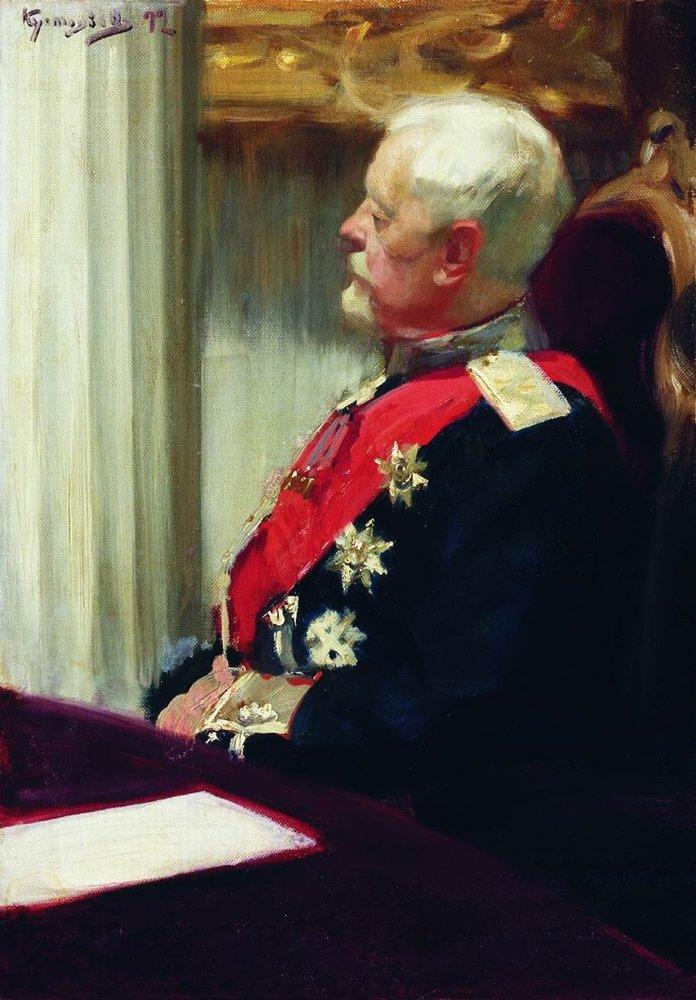
Х. Х. Рооп. Портрет работы Б. Кустодиева (1902)

1 января 1917 года переведён в неприсутствующие члены Государственного совета. 1 мая 1917 года в числе всех членов Госсовета по назначению выведен за штат.
Уволен от службы декретом СНК в декабре 1917 года, но с 25 октября 1917 года — в связи с упразднением Государственного совета. Умер в Петрограде в 1917 году.

## Семья
Был женат дважды, на Варваре Александровне Озерской (1839—1867, умерла при родах) и на Марии Степановне Шелашниковой. Дети: Владимир, Ольга — от первого брака; Сергей (р. 1882), Христофор — от второго.

## Награды
российские:
- Орден Святого Станислава 3-й ст. (1856);
- Орден Святого Станислава 2-й ст. (1858);
- Императорская корона к Ордену Святого Станислава 2-й ст. (1860);
- Орден Святой Анны 2-й ст. (1862);
- Орден Святого Станислава 1-й ст. (1865),
- Орден Святой Анны 1-й ст. (1867),
- Орден Святого Владимира 2-й ст. (1874);
- Орден Святого Георгия 3-й ст. (1877);
- Золотое оружие, украшенное алмазами (1877);
- В его честь назван (переименован) один из турецких фортов в Карсе;
- Орден Белого Орла (1883);
- Орден Святого Александра Невского (30 августа 1888, алмазные знаки — 1 января 1895);
- Орден Святого Владимира 1-й ст. (1899);
- Знак отличия за 50 лет беспорочной службы (22 августа 1905);
- Орден Святого Андрея Первозванного (17 апреля 1913).

иностранные:
- Австрийский Орден Железной короны большой крест (1874)
- Итальянский Орден Святых Маврикия и Лазаря большой крест (1891)
- Сербский Орден Таковского креста 1 ст. (1894)